# Chrysops macquarti
Chrysops macquarti är en tvåvingeart som beskrevs av Philip 1961. Chrysops macquarti ingår i släktet Chrysops och familjen bromsar. Inga underarter finns listade i Catalogue of Life.